# Angels on horseback

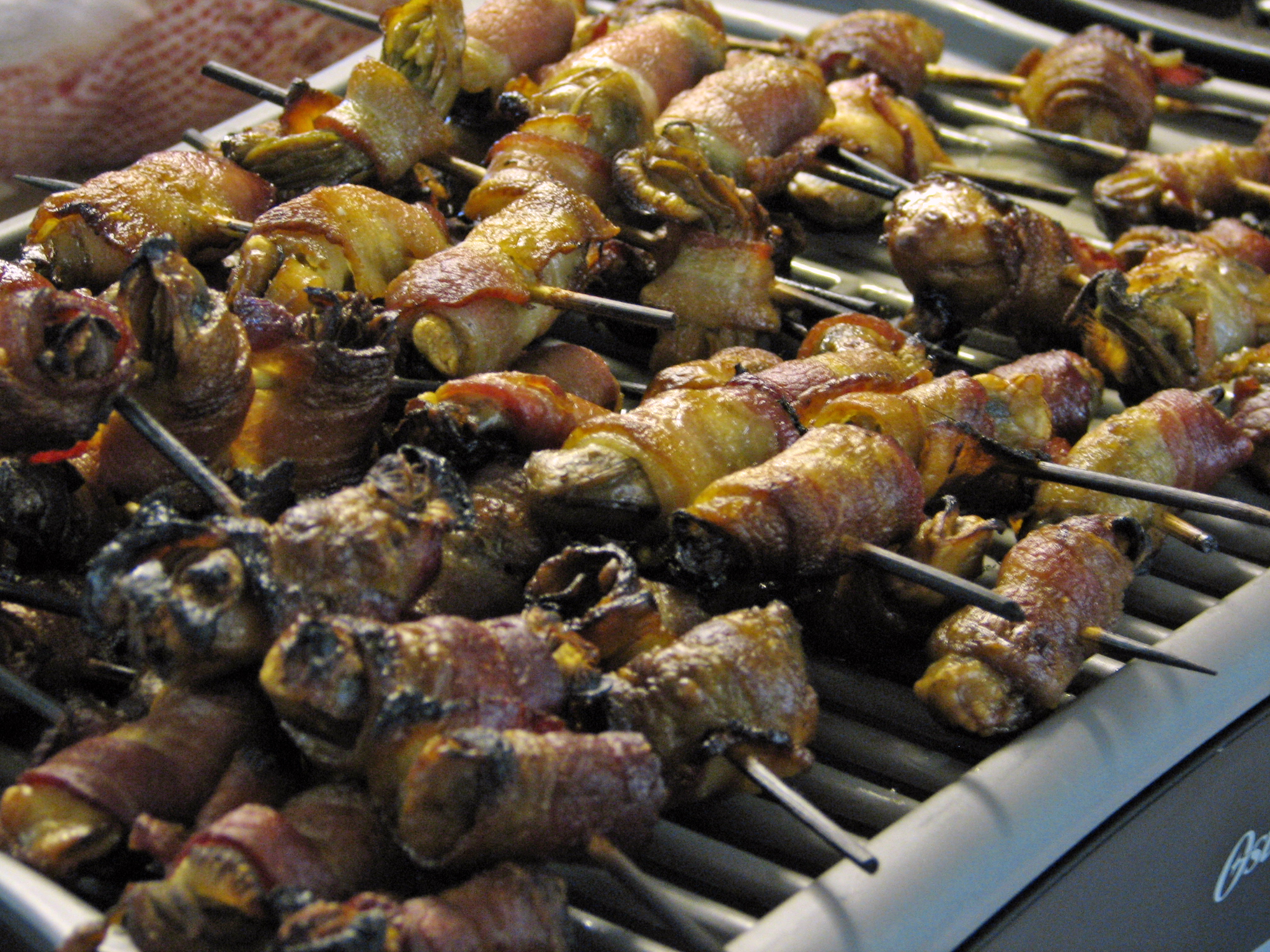
Angels on horseback

Angels on horseback (englisch für „Engel auf Pferderücken“) sind eine Spezialität der britischen Küche: in Speckstreifen gewickelte, gegrillte Austern, die auf Cocktailspießchen „reiten“ (aufgespießt). Das Gericht wurde im späten 19. Jahrhundert und zu Beginn des 20. Jahrhunderts als heißer, herzhafter Abschluss einer Mahlzeit beliebt. Offensichtlich erscheint das erste Rezept in der Ausgabe von Mrs Beeton’s Book of Household Management, jedoch unter dem französischen Namen anges à cheval.
Im 19. Jahrhundert galten die Austern in Großbritannien noch als Armeleuteessen, aber jetzt, da Austern Luxusartikel sind, werden Angels on horseback häufig als Party-Snacks zubereitet, wobei Cocktailwürstchen die kostspieligen Schalentiere ersetzen. Die Austern werden geöffnet, mit weißem Pfeffer bestreut und jeweils in eine dünne Speckscheibe eingewickelt. Dann werden sie auf Spießchen gesteckt, kurz gegrillt und auf heißen Toastscheiben angerichtet.